# María Jesús Lara
María Jesús Lara (Madrid, 1938) és el nom artístic de l'actriu espanyola Leonarda Novillo Sevilla, dedicada sobretot al teatre i la televisió. Mare, amb Manuel Gallardo, de la també actriu Nuria Gallardo. Encara que nascuda en Madrid, en la seva infància va estar vinculada a Santa Cruz de los Cáñamos (Ciudad Real) d'on el seu pare era natural.

## Filmografia
- Adiós, Cordera (1969)
- Los que no fuimos a la guerra (1962)
- Canción de juventud (1962)
- Salto a la gloria (1959)
- Diez fusiles esperan (1959)

## Teatre (selecció)
- La casa de Bernarda Alba (1992), de Federico García Lorca.[1]
- Luces de bohemia (1984) de Ramón María del Valle-Inclán
- Tirano Banderas (1974) de Ramón María del Valle-Inclán
- Tal vez un prodigio (1972) de Rodolfo Hernández
- La ópera de tres cuartos (1971) de Bertolt Brecht
- Luces de bohemia (1970), de Ramón María del Valle-Inclán
- En el Escorial, cariño mío (1968) d'Alfonso Paso
- El carrusel (1964/1965) de Víctor Ruiz Iriarte
- Bodas de sangre (1963) de Federico García Lorca
- Doña Clarines (1962), dels Germans Álvarez Quintero.
- Calumnia (1961), de Lillian Hellman.[2]
- Los años del bachillerato (1960) de José André Lacour
- El baile de los ladrones (1960), de Jean Anouilh.[3]
- Eloísa está debajo de un almendro (1961) de Enrique Jardiel Poncela
- La gata sobre el tejado de zinc (1959), de Tennessee Williams.[4]

## Televisió
- Teatro breve 
  - Nubes de paso (1980)
- Estudio 1
  - La boda de la chica (1980)
  - Los tres etcéteras de Don Simón (1978)
  - La bella Dorotea (1973)
  - Tierra baja (1971)
  - Fuente escondida (1969)
- Cañas y barro (1978)
- Novela
  - Almudena, o la historia de viejos personajes (1977)
  - Un verano con Ángela (1977)
  - Menos que nada (1973)
  - La esfinge maragata (1973)
  - Enrique de Lagardere (1971)
  - El rey sabio
- Cuentos y leyendas
  - La inocencia castigada (1975)
- Telecomedia
  - La oportunidad (1974)
- Ficciones 
  - Los ojos de la pantera (1974)
  - Trilby (1973)
- Tentaciones, Las 
  - La escuela de los padres (1970)
- Remite: Maribel
  - La llave de la despensa (1970)
- Hora once 
  - Una cruz para Electra (1969)
- ¿Es usted el asesino? (1968)

## Premis
Premi a la millor actriu secundària als Premis del Sindicat Nacional de l'Espectacle de 1966,